# Weberbauerocereus
Weberbauerocereus  este un gen de cactus, considerat intermediar între Trichocereus și Cleistocactus. Genul a fost numit așa în onoarea cercetătorului peruan August Weberbauer. Sunt originare din America de Sud Peru.

## Specii
| - Meyenia corymbosa - Meyenia cyanea - Meyenia erecta - Meyenia fasciculata - Meyenia hawtayneana | - Meyenia longiflora - Meyenia purpurea - Meyenia tomentosa - Meyenia vogeliana - Meyenia weberbaueri |

## Sinonime
- Meyenia Backeb.